# كينيث كيرتز
كينيث كيرتز هو سياسي أمريكي، ولد في 15 فبراير 1947 في كالامازو في الولايات المتحدة. نشط حزبياً في الحزب الجمهوري. وقد انتخب عضو مجلس نواب ميشيغان ‏.